# Фламмарион, Камиль
Ками́ль Николя́ Фламмарио́н (фр. Camille Nicolas Flammarion, 26 февраля 1842 — 3 июня 1925) — французский астроном и писатель; известный популяризатор астрономии, чьи книги выдержали десятки изданий и были переведены на все европейские языки.
Наиболее важные научные достижения Фламмариона связаны с наблюдением двойных и кратных звёзд, он открыл собственное движение ряда двойных звёзд, доказав гравитационную связь между ними. Много сил посвятил исследованию Марса (и написал книгу «Планета Марс и условия обитания на ней»). Также изучал вопросы земной атмосферы, климатологии и вулканологии.

## Биография и творчество
Камиль Фламмарион родился 26 февраля 1842 в небогатой семье, в небольшом городке Монтиньи-ле-Руа на северо-востоке Франции. Он был старшим из четырёх детей в семье (его самый младший брат Эрнест Фламмарион, впоследствии — издатель и книготорговец, основатель одного из крупнейших во Франции издательских концернов). Родители Камиля — Жюль и Франсуаза Фламмарион торговали галантереей и хотели чтобы их сын стал священником. Его отдали учиться местному кюре, но мальчика уже тогда привлекало звёздное небо.
В 1853 году семья переезжает в Париж, и в 1856 Камиль становится учеником гравёра, помогая семье и получая навыки гравировки и рисования. В шестнадцать лет счастливый случай помог ему получить рекомендательное письмо к директору Парижской обсерватории, знаменитому Урбену Жану Жозефу Леверье. С этого момента вся жизнь Фламмариона была связана с астрономией.
Высшего образования он не получил. С 1858 по 1862 года работал под руководством Леверье вычислителем в Парижской обсерватории, с 1862 по 1866 года работал при Бюро долгот, в 1876—1882 году был сотрудником Парижской обсерватории. Состоял редактором научного отдела журналов «Cosmos», «Siècle», «Magasin pittoresque».
- 1861 г. — опубликовал книгу «Множественность обитаемых миров», которая стала началом большой серии его популярных астрономических работ.
- 1876 г. — заметил сезонные изменения тёмных областей на Марсе. Многочисленные наблюдения этой планеты, выполненные Фламмарионом, описаны им в книге «Планета Марс и условия обитания на ней» (1909); в этой книге собраны все известные наблюдения Марса, начиная с 1636 года.

- 1880 г. — самая известная книга Фламмариона «Популярная астрономия», выпущенная рекордным для того времени тиражом в 100 000 экземпляров, была распродана в течение месяца. Затем книга в течение десятков лет выдержала множество переизданий и была переведена на все основные европейские языки (включая русский в 1902, 1904 и 1939 годах).
- 1882 г. — основал популярный журнал «L’Astronomie», впоследствии переименованный в «Bulletin de la Societé Astronomique de France»; выпущена книга «Звёзды и достопримечательности неба».
- 1887 г. — основал Французское астрономическое общество, насчитывавшее при его жизни сотни сочленов во всех частях света. Общество преследовало исключительно популяризаторские цели. Благодаря щедрому пожертвованию одного любителя астрономии и поклонника его книг Фламмарион основал частную обсерваторию в Жювизи, близ Парижа, где наблюдал главным образом планеты и двойные звёзды. В частности, он открыл общее собственное движение нескольких широких пар звёзд, доказав физическую связь между ними. Изучал цвета звёзд и отдельных образований на поверхности Луны (изменения цвета в кратере Платон объяснял наличием в нём растительности). Обсерватория в Жювизи открыта до сих пор, многие астрономы проделали в её стенах долгий путь от любителей до профессионалов.
- 1899 г. — «Дополнение к „Популярной астрономии“» ожидает тот же успех, что и «Популярную астрономию», на русском языке издававшуюся под названием «Звёздное небо и его чудеса».

Фламмарион предложил названия для пятого спутника Юпитера — Амальтеи и крупнейшего спутника Нептуна — Тритона, которые со временем стали общеупотребительными и были утверждены Международным астрономическим союзом.
Кроме астрономии, Фламмарион занимался проблемами вулканологии, земной атмосферы, климатологией. В 1867—1880 годах совершил несколько подъёмов на воздушных шарах с целью изучения атмосферных явлений, в частности атмосферного электричества.

### Спиритуализм
Камиль Фламмарион был спиритуалистом. Был знаком с Е. П. Блаватской, в мае 1884 года выступавшей с лекциями в Париже, об этом свидетельствуют Желиховская и Вс. Соловьёв. Степень причастности Фламмариона к Теософскому обществу Е. Блаватской оценивалась различными авторами диаметрально противоположным образом.
Его книги «Неведомое» (о паранормальных возможностях и явлениях человеческой психики), «Смерть и её тайна» и другие, как и его авторитет, служат опорой для современных псевдонаучных авторов:
«…на некоторые работы Фламмариона пытаются опереться новоиспечённые и небескорыстные прорицатели и астрологи-практики».

## Издания
- 1857 — «Le monde avant la création de l’homme ou le berceau de l’univers»
- 1862 — «Les Habitants de l’autre monde» (полное название «Les Habitants de l’autre monde; révélations d’outre-tombe publiées par Camille Flammarion, communications dictées par coups frappés et par l'écriture médiumnique au salon Mont-Thabor, médium mademoiselle Huet»; «Жители небесных миров»; С.-Пб., 1876)
- 1862 — «La pluralité des mondes habités» («Многочисленность обитаемых миров» / пер. П. Ольхина. — М., 1865; полное название «La Pluralité des mondes habités : étude où l’on expose les conditions d’habitabilité des terres célestes discutées au point de vue de l’astronomie, de la physiologie et de la philosophie naturelle»; «Многочисленность обитаемых миров. Очерк жизненных условий обитателей других планет» / пер. В. Готвальта, 1908)
- 1864 — «Les Mondes imaginaires et les mondes réels» («Миры воображаемые и миры реальные»)
- 1865 — «Des forces naturelles inconnues» («Неведомое»; полное название «Des Forces naturelles inconnues ; à propos des phénomènes produits par les frères Davenport et par les médiums en général»)
- 1865 — «Les Mondes célestes»
- 1865 — «Les Merveilles célestes — Lectures du soir à l’usage de la jeunesse»
- 1866 — «Les merveilles de la végétation»
- 1866—1880 — "Études et lectures sur l’astronomi"e, 9 т.
- 1866 — «Dieu dans la nature» (русское изд. М. Б. Чистякова «Бог в природе» по Фламмариону, 1869)
- 1867 — «Les ballons et les voyages aériens»
- 1867 — «Les héros du travail»
- 1869 — «L’optique»
- 1870—1887 — «Contemplations scientifiques» (2 серии)
- 1871 — «L’Atmosphère»
- 1872 — «Dans l’infini»
- 1872 — «Histoire du ciel» («История неба»)
- 1872 — «Récits de l’infini»
- 1872 — «Récits de l’infini, Lumen, histoire d’une comète»
- 1873 — «Vie de Copernic»
- 1873 — «L’atmosphère : description des grands phénomènes de la nature»
- 1877 — «Atlas céleste»
- 1877 — «Les Terres du ciel»
- 1878 — «Cartes de la Lune et de la planète Mars»
- 1878 — «Catalogue des étoiles doubles en mouvement»
- 1879 — «Astronomie sidérale» (каталог звёзд)
- 1880 — «Astronomie populaire» («Популярная астрономия»[фр.]; получила премию Французской академии; рус. пер. Н. П. Двигубского, 1913)
- 1880 — «La Terre et la lune»
- 1881 — «Les Merveilles célestes»
- 1881 — «Les Etoiles et les curiosités du ciel» («Звёздное небо и его чудеса», изд. с гравюрами)
- 1884 — «Les Terres du ciel»
- 1886 — «Dans le ciel et sur la Terre»
- 1886 — «Le Monde avant la création de l’homme»
- 1886 — «Les Comètes, les étoiles et les planètes»
- 1887 — «Petite astronomie descriptive»
- 1888 — «L’Atmosphère : Météorologie populaire»
- 1888 — «Rêves étoilés»
- 1889 — роман «Uranie» (рус. пер. В. А. Готвальта, 1908)
- 1892 — «Qu’est-ce que le ciel?»
- 1893 — «La planète Mars» («Планета Марс и условия обитания на ней»)
- 1894 — роман «La Fin du monde» («Конец мира», перев. Е. А. Предтеченского, 1895; «Светопреставление» — перевод В. Ранцова, 1893)
- 1894 — «Clairs de lune»
- 1897 — роман «Stella» («Стелла»)
- 1899 — «Les étoiles et les curiosités du ciel : description complète du ciel visible à l'œil nu et de tous les objets célestes faciles à observer»
- 1900 — «L’Inconnu et les problèmes psychiques»

(полное название «L’Inconnu et les problèmes psychiques. Manifestations de mourants. Apparitions. Télépathie. Communications psychique. Suggestion mentale. Vue à distance. Le monde des rêves. La divination de l’avenir») — исследование сверхъестественных явлений методами точной науки: Фламмарион проверил и опубликовал более 300 случаев из полученных им нескольких тысяч писем с сообщениями о случаях ясновидения, явлений умирающих, отгадывания мыслей и проч. Заявил, что свидетельства достоверных лиц заставляют признать эти факты так же, как мы признаём исторические факты на основании мемуаров и исторических сочинений.
- 1901 — «Les Imperfections du calendrier»
- 1903 — «Astronomie des dames»
- 1905 — «Les Phénomènes de la foudre»
- 1905 — «L’Atmosphère et les grands phénomènes de la nature»
- 1907 — «Les Forces naturelles inconnues»
- 1911 — «Mémoires biographiques et philosophiques d’un astronome»
- 1920 — «La Mort et son mystère» том 1: Avant la mort («Смерть и её тайна»)
- 1921 — ~ том 2: Autour de la mort
- 1922 — ~ том 3: Après la mort
- 1923 — «Les Maisons hantées : en marge de „La mort et son mystère“»
- 1923 — «Discours présidentiel à la Society for Psychical Research, suivi d’Essais médiumniques»

Крупные работы Фламмариона выдержали десятки изданий, разошлись в сотнях тысячах экземпляров, переведены на все европейские языки и доставили громкую известность автору. Большая часть трудов вышла в издательстве «Фламмарион» (фр. groupe Flammarion).
В 1924 году в научно-популярной библиотеке издательства «Пучина» (Ленинград, Москва), вышла книга Камилла Фламмариона «Прогулка по звездам» с обложкой известного художника-графика Сергея Чехонина.

## Память
Имя Фламмариона присвоено кратеру на видимой стороне Луны и кратеру на Марсе, с его именем связаны астероиды (1021) Фламмарион, открытый в 1924 году и, по одной из версий, (107) Камилла, открытый в 1868 году. Именем его романа «Lumen» назван астероид (141) Люмен, открытый в 1875 году, а именем героини его романа «Урания» — астероид (286) Иклея, открытый в 1889 году. Астероид (154) Берта, открытый в 1875 году, назван, вероятно, в честь сестры Фламмариона, астероид (169) Зелия, открытый в 1876 году, — в честь его племянницы, а астероид (355) Габриелла, открытый в 1893 году, — в честь его жены Габриэллы Фламмарион, которая тоже была астрономом.
На Земле в честь астронома названо озеро на Гваделупе.
В 1930—1980 в Темиртау работала гелиометеорологическая обсерватория имени Камилла Фламариона, построенная А. В. Дьяковым.

### В культуре
Сохранились портреты и бюст К. Фламмариона.
К. Фламмариону (в т.ч. как автору популярных книг) посвящено несколько выпусков марок.